# Milo Kearney
Milo Kearney (* 10. Januar 1938 in Kansas City) ist ein US-amerikanischer Historiker.

## Leben
Er erwarb 1962 an der University of Texas at Austin den B.S., 1966 an der University of California, Berkeley den M.A. und an der University of California, Berkeley als Schüler von Peter Herde den Ph.D. 1970 (A Study of the Regensburg Rat in connection with the deceleration of the town political movement in 1389). 1969 war er der erste Assistent Herdes an der Universität Frankfurt am Main. Er war an der University of Texas at Brownsville Professor für Geschichte (1970–2006).

## Schriften (Auswahl)
- mit Ken Hogan: The historical roots of medieval literature. Battle and ballad. Lewiston 1992, ISBN 0-7734-9536-3.
- mit Manuel Medrano: Medieval culture and the Mexican American borderlands. College Station 2001, ISBN 1-58544-132-5.
- The Indian Ocean in world history. New York 2004, ISBN 0-415-31277-9.
- mit James Zeitz: World Saviors and Messiahs of the Roman Empire, 28 BCE–135 CE. The soterial age. Lewiston 2009, ISBN 0-7734-4839-X.